# Campestre do Maranhão
Campestre do Maranhão là một đô thị thuộc bang Maranhão, Brasil. Đô thị này có diện tích 615,379 km², dân số năm 2007 là 12199 người, mật độ 19,82 người/km².